# 馬夏 (科斯托皮爾區)
50°50′26″N 26°23′39″E / 50.84056°N 26.39417°E
馬夏（烏克蘭語：Маща），是烏克蘭西北部的村莊，隸屬里夫內州的里夫內區。該村始建於1629年，面積29.2平方公里，海拔高度186米，2001年人口626，人口密度每平方公里21.4人。